# Kazama Sunszuke
Kazama Sunszuke (風間俊介; Hepburn: Kazama Shunsuke; Szumida-ku, 1983. június 17. –) japán szeijú, színész. A Johnny & Associates ügynökségnél dolgozik.
Ő Mutó Júgi és Jami Júgi japán szinkronhangja.

## Fordítás
- Ez a szócikk részben vagy egészben  a   Shunsuke Kazama című angol Wikipédia-szócikk ezen változatának fordításán alapul.  Az eredeti cikk szerkesztőit annak laptörténete sorolja fel. Ez a jelzés csupán a megfogalmazás eredetét és a szerzői jogokat jelzi, nem szolgál a cikkben szereplő információk forrásmegjelöléseként.